# 新野洋
新野 洋（しんの ひろし、1951年2月1日 - ）は、日本の政治家。元福島県二本松市長（1期）。

## 来歴
1970年（昭和45年）3月、福島県立安達高等学校卒業。
1996年（平成8年）、旧二本松市の市議会議員選挙に初当選。2000年（平成12年）に再選。2004年（平成16年）に3選。
2005年（平成17年）12月1日、旧二本松市と安達郡安達町・岩代町・東和町が合併し、新制の二本松市が発足。翌2006年（平成18年）6月4日に行われた市議選で通算4回目の当選。2010年（平成22年）に5回目の当選を果たす。
2022年11月3日、秋の叙勲において、旭日小綬章を受章した。

## 市長選挙
2013年二本松市長選挙
2013年（平成25年）11月24日執行。自由民主党二本松総支部の推薦を得て立候補し、現職の三保恵一を僅差で破り初当選を果たした。12月25日、市長就任。
※当日有権者数：47,650人 最終投票率：64.72%（前回比：-12.23pts）
| 候補者名 | 年齢 | 所属党派 | 新旧別 | 得票数   | 得票率 | 推薦・支持                     |
| -------- | ---- | -------- | ------ | -------- | ------ | ------------------------------ |
| 新野洋   | 62   | 無所属   | 新     | 15,632票 | 51.15% | （推薦）自由民主党二本松総支部 |
| 三保恵一 | 64   | 無所属   | 現     | 14,930票 | 48.85% |                                |

2017年二本松市長選挙
2017年（平成29年）11月26日執行。自由民主党二本松総支部・連合福島・自治労の推薦を得て立候補するも、前職の三保恵一に敗れる。
※当日有権者数：46,853人 最終投票率：66.24%（前回比：+1.52pts）
| 候補者名 | 年齢 | 所属党派 | 新旧別 | 得票数   | 得票率 | 推薦・支持                                       |
| -------- | ---- | -------- | ------ | -------- | ------ | ------------------------------------------------ |
| 三保恵一 | 68   | 無所属   | 現     | 16,479票 | 53.56% |                                                  |
| 新野洋   | 66   | 無所属   | 前     | 14,290票 | 46.44% | （推薦）自由民主党二本松総支部・連合福島・自治労 |

## 政策・主張
- 2016年（平成28年）7月29日、福島第一原子力発電所事故で発生した農林業系の放射性廃棄物を処理する仮設焼却炉を巡り、二本松市東和地区に建設する国の計画を受け入れる意向を表明した。施設は民有地4ヘクタールに整備される予定[8]。